# Kulturutskottet (Finland)
Kulturutskottet (KuU) är ett permanent utskott i Finlands riksdag som handlägger ärenden som rör uppfostran och utbildning, vetenskap och konst, allmän kulturverksamhet, idrott och ungdomsarbete, upphovsrätt och studiestöd. Utskottet behandlar därtill Riksdagsbibliotekets berättelse. Kulturutskottet har i likhet med de övriga fackutskotten 17 medlemmar och 9 ersättare.